# Akademické mistrovství světa v judu 2000
15. Akademické mistrovství světa v judu proběhlo v univerzitním sportovním centru Campus de Teatinos v Málaga, Španělsko v období 14. až 17. prosince 2000. Hlavním organizátorem mistrovství byla Mezinárodní federace univerzitního sportu (FISU).

## Program
- ČT - 14.12.2000 - těžká váha (+100 kg, +78 kg) a polotěžká váha (−100 kg, −78 kg) a střední váha (−90 kg, −70 kg)
- PÁ - 15.12.2000 - polostřední váha (−81 kg, −63 kg) a lehká váha (−73 kg, −57 kg)
- SO - 16.12.2000 - pololehká váha (−66 kg, −52 kg) a superlehká váha (−60 kg, −48 kg) a kategorie bez rozdílu vah
- NE - 17.12.2000 - soutěž týmů

## Česká stopa
Výsledky českých reprezentantů v judu 2000
- -57 kg – Michaela Vernerová
- -63 kg – Danuše Zdeňková

seznam není kompletní

## Výsledky – váhové kategorie

### Muži
| Kategorie | Zlato                 | Stříbro                  | Bronz                      | Bronz                       |
| --------- | --------------------- | ------------------------ | -------------------------- | --------------------------- |
| -60 kg    | Masato Učišiba (JPN)  | Kenji Uematsu (ESP)      | João Derly (BRA)           | Sven Boonen (BEL)           |
| -66 kg    | Jozef Krnáč (SVK)     | Jonatan Arami (ISR)      | Carlos Montero (ESP)       | Hendrik Schumacher (GER)    |
| -73 kg    | Guillaume Fort (FRA)  | Martin Grasmück (GER)    | Takeši Jamamoto (JPN)      | Krzysztof Wiłkomirski (POL) |
| -81 kg    | Robert Krawczyk (POL) | Takaši Ono (JPN)         | Dominique Hischier (SUI)   | Flávio Canto (BRA)          |
| -90 kg    | Júta Jazaki (JPN)     | Anderson Leal (BRA)      | Sven Helbing (GER)         | Przemysław Matyjaszek (POL) |
| -100 kg   | Antal Kovács (HUN)    | Danny Meeuwsen (NED)     | Keidži Suzuki (JPN)        | Igor Makarov (BLR)          |
| +100 kg   | Jasujuki Muneta (JPN) | Alexandr Michajlin (RUS) | Dennis van der Geest (NED) | Dirk Külker (GER)           |

### Ženy
| Kategorie | Zlato                     | Stříbro                      | Bronz                         | Bronz                        |
| --------- | ------------------------- | ---------------------------- | ----------------------------- | ---------------------------- |
| -48 kg    | Eriko Nakadžimaová (JPN)  | Ilse Heylenová (BEL)         | Frédérique Jossinetová (RUS)  | Anna Żemła-Krajewská (POL)   |
| -52 kg    | Hiromi Kadžiová (JPN)     | Klára Vésziová (HUN)         | Carolina Johanssonová (SWE)   | Ellenita Merleová (FRA)      |
| -57 kg    | Valérie Degrijseová (BEL) | Deborah Gravenstijnová (NED) | Čika Nonakaová (JPN)          | Michaela Vernerová (CZE)     |
| -63 kg    | Christelle Faurevá (FRA)  | Karen Robertsová (GBR)       | Cristiane Parmigianová (BRA)  | Irina Bolomutovová (RUS)     |
| -70 kg    | Edith Boschová (NED)      | Cecilia Blancová (ESP)       | Raša Sraková (SLO)            | Asuka Hondaová (JPN)         |
| -78 kg    | Naomi Morišimaová (JPN)   | Jenny Karlová (GER)          | Anne-Sophie Mondièreová (FRA) | Svetlana Fjodorovová (RUS)   |
| +78 kg    | Midori Šintaniová (JPN)   | Tea Donguzašviliová (RUS)    | Beatriz Martínová (ESP)       | Françoise Harteveldová (NED) |

## Výsledky – ostatní disciplíny

### Bez rozdílu vah
|      | Zlato                      | Stříbro                      | Bronz                   | Bronz                 |
| ---- | -------------------------- | ---------------------------- | ----------------------- | --------------------- |
| muži | Igor Makarov (BLR)         | Akifumi Uesugi (JPN)         | Dirk Külker (GER)       | Carlos Honorato (BRA) |
| ženy | Hiroko Komacuzakiová (JPN) | Françoise Harteveldová (NED) | Mara Kovačevićová (YUG) | Li Siao-chung (TPE)   |

### Týmová soutěž
|      | Zlato    | Stříbro  | Bronz              | Bronz      |
| ---- | -------- | -------- | ------------------ | ---------- |
| muži | Japonsko | Brazílie | Polsko             | Rusko      |
| ženy | Japonsko | Francie  | Spojené království | Nizozemsko |